# 道の駅箱根峠
道の駅箱根峠（みちのえき はこねとうげ）は、神奈川県足柄下郡箱根町にある国道1号の道の駅である。

## 概要

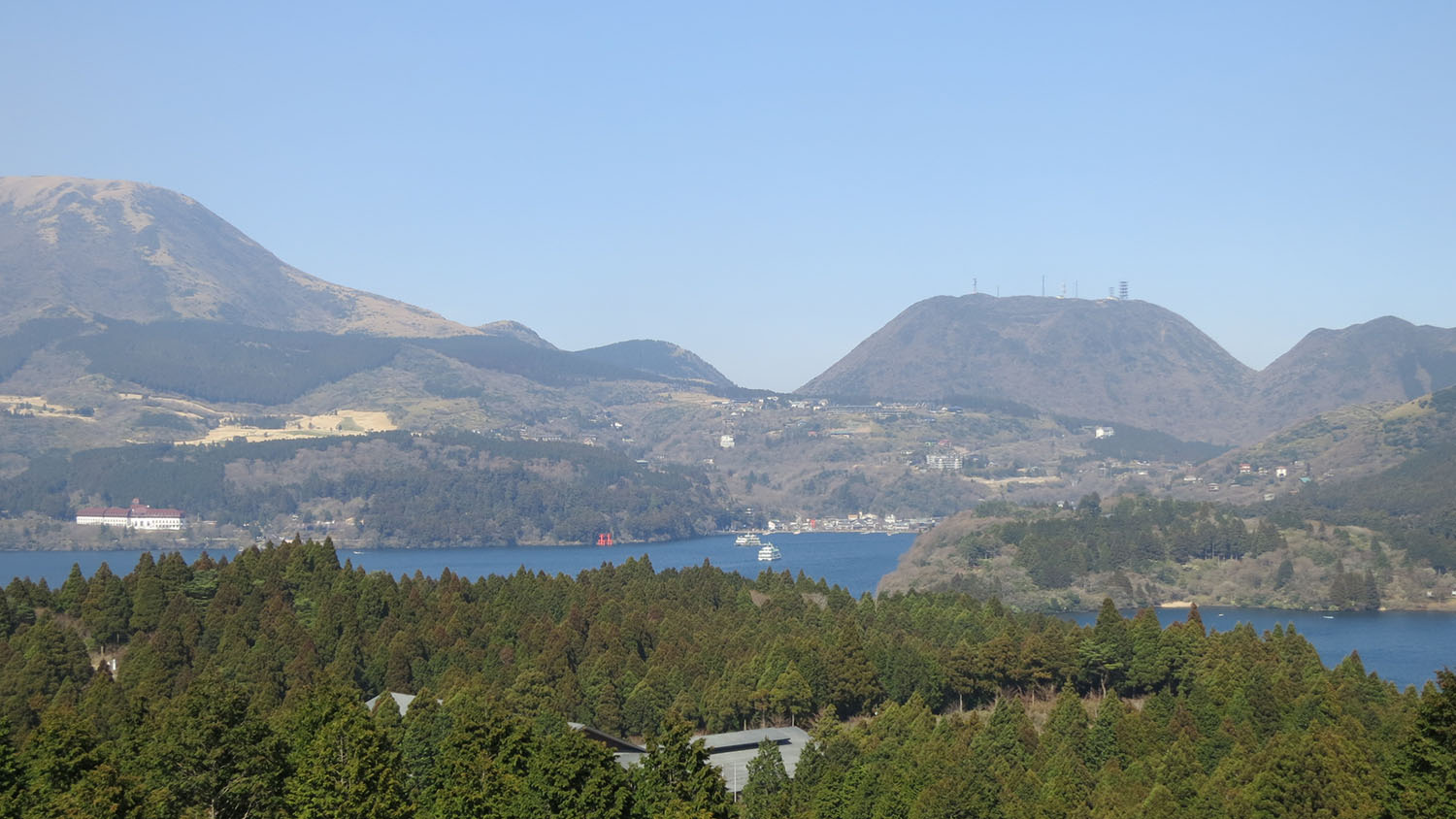
道の駅　箱根峠から望む芦ノ湖
(2015年3月撮影)

東海道きっての難所である箱根峠からほど近い所に立地する。国道1号線沿いにあって神奈川県の「道の駅」第1号でもあるため、「1号尽くしの道の駅」とも呼ばれる。
展望台からは箱根駒ヶ岳・芦ノ湖など箱根の景色を一望でき、富士山も眺められる。土産物売り場には、箱根の寄木細工が売られている。

## 施設
- 駐車場
  - 普通車：23台
  - 大型車：8台
  - 身障者用：1台
- トイレ （いずれも24時間利用可能）
  - 男：大 2器、小 3器
  - 女：6器
  - 身障者用：1器
- インフォメーションカウンター
- 売店
- 軽食コーナー
- 展望台
- 公衆電話

## アクセス
- 国道1号 - 登録路線
  - 芦ノ湖スカイライン
  - 神奈川県道75号湯河原箱根仙石原線
  - 神奈川県道737号長尾芦川線
  - 静岡県道20号熱海箱根峠線

## 周辺
- 箱根峠
- 芦ノ湖
- 恩賜箱根公園
- 元箱根温泉
- 芦ノ湖野草園
- 芦の湖カントリークラブ